# Psi Pegasi
Psi Pegasi (ψ Peg / 84 Pegasi / HD 224427) es una estrella en la constelación de Pegaso situada a 438 años luz de distancia del sistema solar.
Psi Pegasi es una gigante roja, una de las pocas estrellas de esta clase observables a simple vista; Gacrux (γ Crucis) y Mirach (β Andromedae) son las más brillantes entre ellas.
De tipo espectral M3III, Psi Pegasi es una estrella fría con una temperatura efectiva de 3475 K.
Su diámetro angular, en banda K, es de 6,40 milisegundos de arco,
que corresponde a un diámetro real 121 veces más grande que el del Sol.
Si estuviese situada en el centro de nuestro Sistema Solar, su radio se extendería hasta cerca del 80% de la órbita del planeta Venus.
Psi Pegasi es una estrella binaria cuya acompañante, separada visualmente 0,17 segundos de arco, orbita a una distancia media de 30 UA. El período orbital del sistema es de 55,6 ± 11,31 años. La masa total del sistema está comprendida entre 2 y 3,8 masas solares.
Además, Psi Pegasi figura catalogada como una posible variable en el New Catalogue of Suspected Variable Stars con la designación NSV 14777.